# Josthof
Josthof is een kleine nederzetting Wartburgkreis in de Duitse deelstaat Thüringen.
Op 6 juli 2018 ging de gemeente Marksuhl, waar Josthof tot die dag onder viel, op in de gemeente Gerstungen.